# Gompertshausen
Gompertshausen è una frazione della città tedesca di Heldburg.

## Storia
Il 1º gennaio 2019 il comune di Gompertshausen venne aggregato alla città di Heldburg.